# Bestune T77
Bestune T77 — середньорозмірний кросовер китайського виробника Besturn - суббренда компанії FAW.

## Історія
Модель була представлена на Пекінському міжнародному автосалоні у квітні 2018 року, продажі на місцевому ринку були розпочаті в листопаді.
Назва бренду в імені моделі змінена на  "Bestune" замість "Besturn", в той час як найменування бренду залишилося колишнім.
Ціна моделі в Китаї від 111 800 юанів до 144 800 юанів, це найдорожчий кросовер від FAW, що став флагманським замість кросовера Besturn X80.

## Характеристики
Спочатку модель була представлена з 1,2-літровим бензиновим турбованим мотором потужністю 143 к. с. у березні 2020 року з'явилася модифікація T77 Pro з 1,5-літровим турбомотором потужністю 169 к. с. Дві коробки передач на вибір: 5-ступінчаста механічна або 7-діапазонний робот.